# Hasan Ali Kaldırım
Hasan Ali Kaldırım (Neuwied, 9 dicembre 1989) è un calciatore turco, difensore del Kayserispor.

## Carriera

### Club
Nel 2004 arriva in Germania entrando nelle giovanili del Turn- und Spielvereinigung Koblenz 1911 per poi passare nel 2006 al Kaiserslautern e debuttare due anni dopo nel 2008 in prima squadra. Nel 2009 il passaggio al Magonza. Nel 2010 si trasferisce in Turchia al Kayserispor Kulübü per poi passare nell'estate del 2012 al Fenerbahçe Spor Kulübü.

## Statistiche

### Presenze e reti nei club
Statistiche aggiornate al 17 marzo 2018.
| Stagione           | Squadra            | Campionato         | Campionato | Campionato | Coppe nazionali | Coppe nazionali | Coppe nazionali | Coppe continentali | Coppe continentali | Coppe continentali | Altre coppe | Altre coppe | Altre coppe | Totale | Totale |
| Stagione           | Squadra            | Comp               | Pres       | Reti       | Comp            | Pres            | Reti            | Comp               | Pres               | Reti               | Comp        | Pres        | Reti        | Pres   | Reti   |
| ------------------ | ------------------ | ------------------ | ---------- | ---------- | --------------- | --------------- | --------------- | ------------------ | ------------------ | ------------------ | ----------- | ----------- | ----------- | ------ | ------ |
| gen.-giu. 2010     | Kayserispor        | SL                 | 6          | 0          | TK              | -               | -               | -                  | -                  | -                  | -           | -           | -           | 6      | 0      |
| 2010-2011          | Kayserispor        | SL                 | 33         | 0          | TK              | 1               | 0               | -                  | -                  | -                  | -           | -           | -           | 34     | 0      |
| 2011-2012          | Kayserispor        | SL                 | 33         | 0          | TK              | 3               | 0               | -                  | -                  | -                  | -           | -           | -           | 36     | 0      |
| Totale Kayserispor | Totale Kayserispor | Totale Kayserispor | 72         | 0          |                 | 4               | 0               |                    | -                  | -                  |             | -           | -           | 76     | 0      |
| 2012-2013          | Fenerbahçe         | SL                 | 25         | 1          | TK              | 7               | 0               | UCL+UEL            | 4+5                | 0                  | ST          | 1           | 0           | 42     | 1      |
| 2013-2014          | Fenerbahçe         | SL                 | 4          | 0          | TK              | 1               | 0               | UCL                | 0                  | 0                  | ST          | 1           | 0           | 6      | 0      |
| 2014-2015          | Fenerbahçe         | SL                 | 13         | 0          | TK              | 7               | 1               | -                  | -                  | -                  | ST          | 0           | 0           | 20     | 1      |
| 2015-2016          | Fenerbahçe         | SL                 | 26         | 1          | TK              | 6               | 0               | UCL+UEL            | 1+5                | 0                  | -           | -           | -           | 38     | 1      |
| 2016-2017          | Fenerbahçe         | SL                 | 29         | 0          | TK              | 3               | 0               | UCL+UEL            | 2+9                | 0                  | -           | -           | -           | 43     | 0      |
| 2017-2018          | Fenerbahçe         | SL                 | 16         | 1          | TK              | 7               | 1               | UEL                | 3                  | 0                  | -           | -           | -           | 26     | 2      |
| Totale Fenerbahçe  | Totale Fenerbahçe  | Totale Fenerbahçe  | 113        | 3          |                 | 31              | 2               |                    | 29                 | 0                  |             | 2           | 0           | 175    | 5      |
| Totale carriera    | Totale carriera    | Totale carriera    | 185        | 3          |                 | 35              | 2               |                    | 29                 | 0                  |             | 2           | 0           | 251    | 5      |

### Cronologia presenze e reti in Nazionale
| Cronologia completa delle presenze e delle reti in nazionale ― Turchia | Cronologia completa delle presenze e delle reti in nazionale ― Turchia | Cronologia completa delle presenze e delle reti in nazionale ― Turchia | Cronologia completa delle presenze e delle reti in nazionale ― Turchia | Cronologia completa delle presenze e delle reti in nazionale ― Turchia | Cronologia completa delle presenze e delle reti in nazionale ― Turchia | Cronologia completa delle presenze e delle reti in nazionale ― Turchia | Cronologia completa delle presenze e delle reti in nazionale ― Turchia |
| Data                                                                   | Città                                                                  | In casa                                                                | Risultato                                                              | Ospiti                                                                 | Competizione                                                           | Reti                                                                   | Note                                                                   |
| ---------------------------------------------------------------------- | ---------------------------------------------------------------------- | ---------------------------------------------------------------------- | ---------------------------------------------------------------------- | ---------------------------------------------------------------------- | ---------------------------------------------------------------------- | ---------------------------------------------------------------------- | ---------------------------------------------------------------------- |
| 29-2-2012                                                              | Bursa                                                                  | Turchia                                                                | 1 – 2                                                                  | Slovacchia                                                             | Amichevole                                                             | -                                                                      | 80’                                                                    |
| 26-5-2012                                                              | Wals-Siezenheim                                                        | Finlandia                                                              | 3 – 2                                                                  | Turchia                                                                | Amichevole                                                             | -                                                                      |                                                                        |
| 29-5-2012                                                              | Wals-Siezenheim                                                        | Bulgaria                                                               | 0 – 2                                                                  | Turchia                                                                | Amichevole                                                             | -                                                                      | 44’                                                                    |
| 2-6-2012                                                               | Lisbona                                                                | Portogallo                                                             | 1 – 3                                                                  | Turchia                                                                | Amichevole                                                             | -                                                                      |                                                                        |
| 5-6-2012                                                               | Ingolstadt                                                             | Ucraina                                                                | 0 – 2                                                                  | Turchia                                                                | Amichevole                                                             | -                                                                      | 62’                                                                    |
| 7-9-2012                                                               | Amsterdam                                                              | Paesi Bassi                                                            | 2 – 0                                                                  | Turchia                                                                | Qual. Mondiali 2014                                                    | -                                                                      | 42’                                                                    |
| 11-9-2012                                                              | Istanbul                                                               | Turchia                                                                | 3 – 0                                                                  | Estonia                                                                | Qual. Mondiali 2014                                                    | -                                                                      |                                                                        |
| 12-10-2012                                                             | Istanbul                                                               | Turchia                                                                | 0 – 1                                                                  | Romania                                                                | Qual. Mondiali 2014                                                    | -                                                                      |                                                                        |
| 16-10-2012                                                             | Budapest                                                               | Ungheria                                                               | 3 – 1                                                                  | Turchia                                                                | Qual. Mondiali 2014                                                    | -                                                                      |                                                                        |
| 14-11-2012                                                             | Istanbul                                                               | Turchia                                                                | 1 – 1                                                                  | Danimarca                                                              | Amichevole                                                             | -                                                                      |                                                                        |
| 6-2-2013                                                               | Manisa                                                                 | Turchia                                                                | 0 – 2                                                                  | Rep. Ceca                                                              | Amichevole                                                             | -                                                                      |                                                                        |
| 22-3-2013                                                              | Andorra la Vella                                                       | Andorra                                                                | 0 – 2                                                                  | Turchia                                                                | Qual. Mondiali 2014                                                    | -                                                                      |                                                                        |
| 26-3-2013                                                              | Istanbul                                                               | Turchia                                                                | 1 – 1                                                                  | Ungheria                                                               | Qual. Mondiali 2014                                                    | -                                                                      |                                                                        |
| 31-5-2013                                                              | Bielefeld                                                              | Turchia                                                                | 0 – 2                                                                  | Slovenia                                                               | Amichevole                                                             | -                                                                      | 54’                                                                    |
| 14-8-2013                                                              | Istanbul                                                               | Turchia                                                                | 2 – 2                                                                  | Ghana                                                                  | Amichevole                                                             | -                                                                      | 73’                                                                    |
| 15-10-2013                                                             | Istanbul                                                               | Turchia                                                                | 0 – 2                                                                  | Paesi Bassi                                                            | Qual. Mondiali 2014                                                    | -                                                                      | 34’                                                                    |
| 31-8-2016                                                              | Adalia                                                                 | Turchia                                                                | 0 – 0                                                                  | Russia                                                                 | Amichevole                                                             | -                                                                      | 46’                                                                    |
| 12-11-2016                                                             | Antalya                                                                | Turchia                                                                | 2 – 0                                                                  | Kosovo                                                                 | Qual. Mondiali 2018                                                    | -                                                                      |                                                                        |
| 5-6-2017                                                               | Skopje                                                                 | Macedonia                                                              | 0 – 0                                                                  | Turchia                                                                | Amichevole                                                             | -                                                                      | 46’                                                                    |
| 11-6-2017                                                              | Scutari                                                                | Kosovo                                                                 | 1 – 4                                                                  | Turchia                                                                | Qual. Mondiali 2018                                                    | -                                                                      | 85’                                                                    |
| 23-3-2018                                                              | Podgorica                                                              | Turchia                                                                | 1 – 0                                                                  | Irlanda                                                                | Amichevole                                                             | -                                                                      | 78’                                                                    |
| 27-3-2018                                                              | Podgorica                                                              | Montenegro                                                             | 2 – 2                                                                  | Turchia                                                                | Amichevole                                                             | -                                                                      | 76’                                                                    |
| 28-5-2018                                                              | Istanbul                                                               | Turchia                                                                | 2 – 1                                                                  | Iran                                                                   | Amichevole                                                             | -                                                                      | 86’                                                                    |
| 1-6-2018                                                               | Ginevra                                                                | Tunisia                                                                | 2 – 2                                                                  | Turchia                                                                | Amichevole                                                             | -                                                                      | 77’                                                                    |
| 5-6-2018                                                               | Mosca                                                                  | Russia                                                                 | 1 – 1                                                                  | Turchia                                                                | Amichevole                                                             | -                                                                      | cap. 71’                                                               |
| 7-9-2018                                                               | Trebisonda                                                             | Turchia                                                                | 1 – 2                                                                  | Russia                                                                 | UEFA Nations League 2018-2019 - 1º turno                               | -                                                                      |                                                                        |
| 14-10-2018                                                             | Soči                                                                   | Russia                                                                 | 2 – 0                                                                  | Turchia                                                                | UEFA Nations League 2018-2019 - 1º turno                               | -                                                                      | 37’ 75’                                                                |
| 17-11-2018                                                             | Eskişehir                                                              | Turchia                                                                | 0 – 1                                                                  | Svezia                                                                 | UEFA Nations League 2018-2019 - 1º turno                               | -                                                                      | 87’                                                                    |
| 22-3-2019                                                              | Scutari                                                                | Albania                                                                | 0 – 2                                                                  | Turchia                                                                | Qual. Euro 2020                                                        | -                                                                      |                                                                        |
| 25-3-2019                                                              | Eskişehir                                                              | Turchia                                                                | 4 – 0                                                                  | Moldavia                                                               | Qual. Euro 2020                                                        | 1                                                                      |                                                                        |
| 8-6-2019                                                               | Konya                                                                  | Turchia                                                                | 2 – 0                                                                  | Francia                                                                | Qual. Euro 2020                                                        | -                                                                      |                                                                        |
| 11-6-2019                                                              | Reykjavík                                                              | Islanda                                                                | 2 – 1                                                                  | Turchia                                                                | Qual. Euro 2020                                                        | -                                                                      |                                                                        |
| 6-9-2020                                                               | Belgrado                                                               | Serbia                                                                 | 0 – 0                                                                  | Turchia                                                                | UEFA Nations League 2020-2021 - 1º turno                               | -                                                                      |                                                                        |
| 7-10-2020                                                              | Colonia                                                                | Germania                                                               | 3 – 3                                                                  | Turchia                                                                | Amichevole                                                             | -                                                                      |                                                                        |
| 14-10-2020                                                             | Istanbul                                                               | Turchia                                                                | 2 – 2                                                                  | Serbia                                                                 | UEFA Nations League 2020-2021 - 1º turno                               | -                                                                      | 27’                                                                    |
| Totale                                                                 |                                                                        | Presenze                                                               | 35                                                                     |                                                                        | Reti                                                                   | 1                                                                      |                                                                        |

## Palmarès

### Competizioni nazionali
- Campionato turco: 1

Fenerbahçe: 2013-2014
- Supercoppa di Turchia: 1

Fenerbahçe: 2014
- Coppa di Turchia: 1

Fenerbahçe: 2012-2013